# Rutger Boman
Rutger Oscar Boman, född den 3 januari 1916 i Gävle, död den 28 augusti 2012 i Lund, var en svensk militär.
Boman avlade officersexamen 1938. Han blev fänrik vid Göta artilleriregemente samma år och löjtnant där 1940. Efter att ha genomgått Krigshögskolan 1945 blev Boman kapten vid regementet 1946 och vid generalstabskåren 1948. Han var generalstabsofficer i VI. militärområdet 1951–1954 och genomgick Försvarshögskolan 1956. Boman befordrades till major i försvarsstaben sistnämnda år, till överstelöjtnant vid Gotlands artilleriregemente 1960 och till överste i försvarsstaben 1965. Han var avdelningschef vid försvarsstabens utrikesavdelning 1956–1959, försvarsattaché i Bonn 1961–1965, expert i nedrustningsfrågor vid försvarsstaben och ledamot av den svenska delegationen vid nedrustningskonferensen i Genève 1965–1971 samt militär rådgivare vid Sveriges ständiga representation vid Förenta Nationerna i New York 1971–1974. Boman var överste i reserven 1974–1981. Han blev riddare av Svärdsorden 1956 och kommendör av samma orden 1969. Boman var delägare i Vättungens säteri vid Bäckefors i Dalsland. Han vilar i en familjegrav på den närbelägna Bäcke kyrkogård.